# Jozef-Ernest Van Roey
Jozef-Ernest Van Roey (Vorselaar, 13 gennaio 1874 – Malines, 6 agosto 1961) è stato un cardinale e arcivescovo cattolico belga.

## Biografia

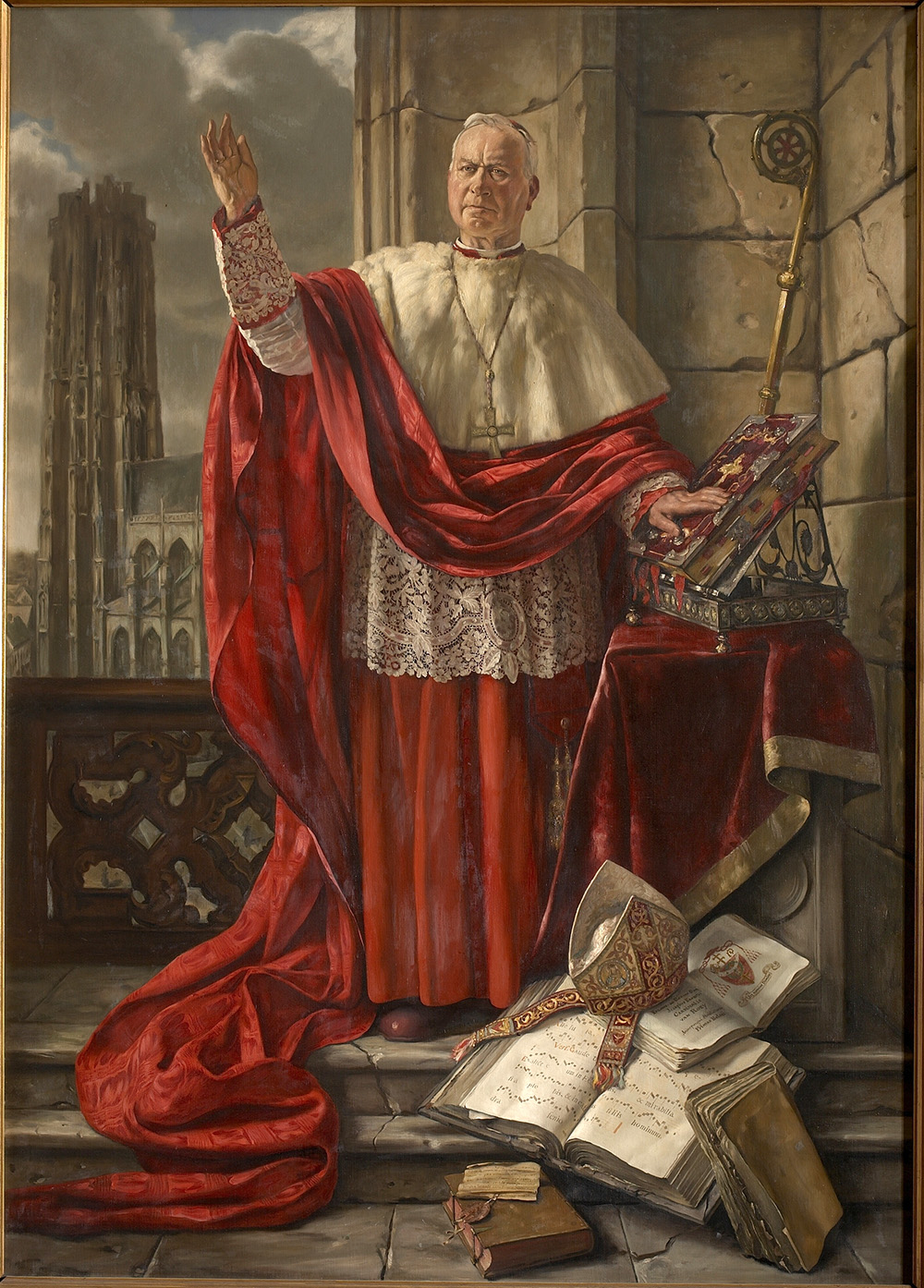
Portrait de Mgr Van Roey par Serge Ivanoff, 1944

Nacque a Vorselaar, in Belgio, il 13 gennaio 1874, da Stanislas Van Roey e Anna-Maria Bartholomeus. Aveva tre sorelle e un fratello: Louis, Véronique, Bernadette e Stephanie, quest'ultima fattasi suora.
Come vicario del cardinale Mercier, partecipò tra il 1921 ed il 1925 alle conversazioni di Malines, una serie di incontri tra eminenti esponenti anglicani e cattolici per avvicinare le posizioni delle due chiese e per richiamarle all'unità.
Fu arcivescovo di Malines dal 1926 al 1961.
Papa Pio XI lo elevò al rango di cardinale nel concistoro del 20 giugno 1927.
Morì il 6 agosto 1961 all'età di 87 anni ed i suoi resti riposano nella cripta della cattedrale di San Rombaldo.

## Genealogia episcopale e successione apostolica
La genealogia episcopale è:
- Cardinale Scipione Rebiba
- Cardinale Giulio Antonio Santori
- Cardinale Girolamo Bernerio, O.P.
- Arcivescovo Galeazzo Sanvitale
- Cardinale Ludovico Ludovisi
- Cardinale Luigi Caetani
- Cardinale Ulderico Carpegna
- Cardinale Paluzzo Paluzzi Altieri degli Albertoni
- Papa Benedetto XIII
- Papa Benedetto XIV
- Papa Clemente XIII
- Cardinale Marcantonio Colonna
- Cardinale Giacinto Sigismondo Gerdil, B.
- Cardinale Giulio Maria della Somaglia
- Cardinale Carlo Odescalchi, S.I.
- Vescovo Eugène-Charles-Joseph de Mazenod, O.M.I.
- Cardinale Joseph Hippolyte Guibert, O.M.I.
- Cardinale François-Marie-Benjamin Richard de la Vergne
- Cardinale Pietro Gasparri
- Cardinale Clemente Micara
- Cardinale Jozef-Ernest Van Roey

La successione apostolica è:
- Vescovo Honoré-Joseph Coppieters (1927)
- Vescovo Sylvain Van Hee, S.I. (1928)
- Vescovo Paulin Ladeuze (1929)
- Vescovo Jean Marie Van Cauwenbergh (1931)
- Vescovo Alphonsus Verwimp, S.I. (1931)
- Vescovo Alphonse Matthijsen, M.Afr. (1934)
- Vescovo Camille Verfaillie, S.C.I. (1934)
- Vescovo Étienne Joseph Carton de Wiart (1934)
- Vescovo Georges Joseph Haezaert, C.S.Sp. (1935)
- Vescovo Alphonse Marie Van den Bosch, C.SS.R. (1938)
- Vescovo Louis Delmotte (1940)
- Vescovo André Marie Charue (1942)
- Cardinale Leo-Jozef Suenens (1945)
- Vescovo Antoon Demets, C.SS.R. (1946)
- Vescovo Karel Justinus Marie Ernest Calewaert (1948)
- Vescovo Charles-Marie Himmer (1949)
- Cardinale Maximilien de Fürstenberg (1949)
- Vescovo Joseph-Pierre-Albert Wittebols, S.C.I. (1949)
- Vescovo Emiel-Jozef De Smedt (1950)
- Vescovo Gustave Joseph Bouve, C.S.Sp. (1950)
- Vescovo Victor Petrus Keuppens, O.F.M. (1950)
- Vescovo Xavier Geeraerts, M.Afr. (1952)
- Vescovo Paul Constant Schoenmaekers (1952)
- Arcivescovo Félix Scalais, C.I.C.M. (1953)
- Vescovo Jan Van Cauwelaert, C.I.C.M. (1954)